# Saint-Georges (Gers)
Saint-Georges település Franciaországban, Gers megyében. Lakosainak száma 195 fő (2022. január 1.). Saint-Georges Cologne, Labrihe, Mauvezin, Sainte-Anne, Saint-Orens, Sarrant és Sirac községekkel határos.

## Népesség
A település népessége az elmúlt években az alábbi módon változott:
| Lakosok száma | 195  | 162  | 181  | 165  | 176  | 179  | 180  | 179  | 184  | 195  |
|               | 1968 | 1982 | 1990 | 2006 | 2013 | 2015 | 2017 | 2019 | 2020 | 2022 |